# ستيفاني روردا
ستيفاني روردا (بالإنجليزية: Stephanie Roorda) (و. 1986  م) هي دراجة كندية، ولدت في كالغاري، شاركت في دورة ألعاب الكومنولث 2018 ‏.
.

## أنظر أيضاً
- دراجه هوائيه
- ألعاب الكومنولث

## روابط خارجية
- ستيفاني روردا على موقع الاتحاد الدولي للدراجات (الإنجليزية)
- ستيفاني روردا على موقع أرشيف الدراجات (الإنجليزية)
- ستيفاني روردا على موقع إحصائيات الدراجات الإحترافية (الإنجليزية)
- ستيفاني روردا على موقع اتحاد ألعاب الكومنولث (مؤرشف) (الإنجليزية)